# Progetto WIDE
Il progetto WIDE (acronimo di Widely Integrated Distributed Environment) è un progetto di ricerca attivo nel campo delle telecomunicazioni istituito nel 1985 dall'informatico Jun Murai con lo scopo di svolgere attività legate allo sviluppo del settore Internet in Giappone.
Ufficialmente operativo dal 1988, negli anni ha visto crescere la sua importanza fino a fungere da principale dorsale di Internet del paese.

## Storia
Nel 1984 l'informatico Jun Murai, professore dell'Università Keio, aveva istituito la prima rete interuniversitaria in Giappone (JUNET), il cui sviluppo giocò un ruolo importante nella diffusione di Internet nel paese. Nel 1985 lo stesso Murai diede vita a un progetto di ricerca autonomo inizialmente chiamato WIDE Research Group, un consorzio accademico che serviva da punto di coordinamento di tutte le attività legate alla ricerca, allo sviluppo, alla gestione e all'innovazione industriale nel campo dell'informatica e delle telecomunicazioni. La rete di WIDE fu la prima ad avvalersi di una connessione IP diretta nella regione Asia-Pacifica diventando in poco tempo la principale dorsale di Internet del Giappone.
Nel 1992 il progetto svolse un ruolo importante nell'organizzazione della seconda edizione del meeting internazionale annuale organizzato dalla Internet Society nella città di Kōbe. Nello stesso anno Murai e alcuni suoi studenti fondarono la Internet Initiative Japan, organizzazione nata con lo scopo di fornire servizi Internet nel paese all'indomani della liberalizzazione del mercato da parte del governo. Pochi anni dopo, in modo da migliorare l'efficienza e l'affabilità dei diversi provider, WIDE inaugurò il primo punto di interscambio all'interno del quartier generale della Iwanami Shoten.
Il progetto WIDE è stato uno maggiori sostenitori della ricerca, dello sviluppo e della diffusione in Giappone della tecnologia IPv6, e dal 1997 gestisce il root nameserver M.

## Membri
A gennaio 2017 i membri del consiglio del progetto erano:
- Hirochika Asai
- Kenjirō Cho
- Hiroshi Esaki
- Kei Hiroi
- Tomohiro Ishihara
- Yōki Kadobayashi
- Akira Katō
- Nobuo Kawaguchi
- Rodney Van Meter
- Toshiyuki Miyachi
- Shōko Miyagawa
- Jun Murai
- Osamu Nakamura
- Masafumi Oe
- Atsushi Onoe
- Masaaki Satō
- Yūji Sekiya
- Keiichi Shima
- Yōichi Shinoda
- Hideki Sunahara
- Shigeya Suzuki
- Manabu Tsukada
- Satoshi Uda
- Keisuke Uehara